# Hymn of the Seventh Galaxy
Albums de Chick Corea & Return to Forever
Light as a Feather
(1972) Where Have I Known You Before
(1974)
Hymn of the Seventh Galaxy   (1973) est le second album du groupe Return to Forever. Il marque un changement important pour l'avenir du groupe, avec la formation qui bouge drastiquement, un style plus jazz fusion s'impose. Les deux seuls membres originaux qui restent de l'ancienne formation sont le claviériste Chick Corea et le bassiste Stanley Clarke. 

## Présentation de l'album
C'est sur cet album que le batteur Lenny White et le guitariste Bill Connors rejoignent le groupe, alors que Joe Farrell, Flora Purim et Airto Moreira ont quitté. Ces changements, notamment l'apport de la guitare électrique de Bill Connors, ont donné un son plus jazz-rock au groupe. Ce sera d'ailleurs le seul album avec ce dernier, puisqu'il sera remplacé sur le prochain disque Where Have I Known You Before par le jeune guitariste de 19 ans, Al Di Meola. 
L'album est enregistré au Record Plant Studios en août 1973, il a été classé 7e au classement des meilleurs albums de jazz par le Billboard en 1974.

## Liste des titres
1. "Hymn of the Seventh Galaxy" (Corea) – 3:31
2. "After the Cosmic Rain" (Clarke) – 8:25
3. "Captain Señor Mouse" (Corea) – 9:01
4. "Theme to the Mothership" (Corea) – 8:49
5. "Space Circus, Pts. 1 & 2" (Corea) – 5:42
6. "The Game Maker" (Corea) – 6:46

Tous les titres ont été composés par Chick Corea, à l'exception de "After the Cosmic Rain" qui a été composé par Stanley Clarke.

## Musiciens
- Chick Corea - piano acoustique, piano électrique Fender Rhodes, clavecin, orgue Yamaha, gongs
- Bill Connors – guitares acoustique et électrique
- Stanley Clarke – basse, cloches
- Lenny White – batterie, percussions, congas, bongos